# Caroline Muller
Pour les articles homonymes, voir Caroline Muller (résistante) et Muller.
Caroline Muller, née le 14 juillet 1987, est une historienne française. Maîtresse de conférences en histoire contemporaine à l'université Rennes-II, elle est spécialiste de l'histoire du genre et de l'histoire du catholicisme au XIXe siècle en France. Ses travaux portent principalement sur l'intimité et l'écriture du soi chez les femmes catholiques.

## Biographie

### Formation
De 2006 à 2009, Caroline Muller est en classe préparatoire aux grandes écoles au lycée Fustel-de-Coulanges à Strasbourg. Elle poursuit ensuite ses études à l'École normale supérieure de Lyon comme étudiante pour y effectuer son master jusqu'en 2012, année où elle obtient l'agrégation d'histoire. De 2012 à 2017, elle prépare et soutient une thèse de doctorat en histoire contemporaine à l'université Lumière-Lyon-II sous la direction de Bruno Dumons, qui s'intitule La direction de conscience en France, 1850-1914. Contribution à l’histoire du genre et du fait religieux.

### Carrière universitaire
De septembre 2015 à juin 2018, elle exerce à l’université de Reims Champagne-Ardenne en tant que professeure agrégée en histoire contemporaine. Nommée maîtresse de conférences en mai 2018, elle exerce depuis septembre de la même année à l’université de Rennes 2. Caroline Muller est rattachée au Laboratoire de sciences historiques de cet établissement. Par ailleurs, depuis 2012, Caroline Muller tient un carnet de recherche en ligne, Acquis de conscience - Histoire(s) du XIXe siècle, où elle développe ses réflexions sur les thèmes abordés par sa thèse ainsi que sur les pratiques du numérique dans les sciences humaines.

## Travaux
Les recherches de Caroline Muller portent sur l’histoire du fait religieux (catholicisme au XIXe siècle en France, confession, direction de conscience), l’histoire du genre, histoire de « l’intime » (mariage, famille, sexualités), les archives personnelles, les correspondances, les journaux personnels, l'écriture de soi, les pratiques et techniques de soi, et enfin les rapports entre l’histoire et le numérique. L'ouvrage tiré de sa thèse, intitulé Au plus près des âmes et des corps : une histoire intime des catholiques au XIXe siècle est paru en avril 2019 aux Presses universitaires de France et fait l'objet d'une réception critique élogieuse de la part du milieu académique et éditorial ainsi que dans la presse généraliste et spécialisée,,,,. L'ouvrage tiré de sa thèse s'intéresse ainsi au rôle de la foi dans la vie des élites françaises au XIXe siècle. Il se concentre notamment sur les correspondances féminines avec leurs confesseurs.
Sa thèse est plus spécifiquement consacrée à la pratique de la direction de conscience au XIXe siècle, à savoir les relations entre les individus et leurs confesseurs. Caroline Muller propose ainsi une étude des correspondances entre des femmes de la bonne société et les ecclésiastiques chargés de guider leur vie spirituelle, dans un contexte de tentative de reconquête par l'Église, après un recul de l'emprise de l'institution religieuse sur la direction de la moralité des hommes et des femmes du temps. La liberté de confidence et de ton qui transparaît de ces lettres et de ces journaux intimes souligne les volontés d'émancipation individuelle et le rapport coupable que ces femmes partagent sous le secret de la confession. Une des femmes étudiées, Arthémine de Menthon, avoue par exemple dans un échange épistolaire de 1852 : « Mon Père… je crains bien, j'en suis même sûre, que ma dévotion et mes œuvres de charité ne soient presque toujours que des occasions légitimes pour échapper à la société de mon père et de mon mari ».
Son ouvrage souligne le paradoxe entre l'aspect étouffant et contraignant de la direction de conscience et la liberté de parole permise par la lettre au confesseur, permettant de contourner la morale bourgeoise et mondaine au profit d'une exposition du soi intime. L'analyse détaillée de ces correspondances permet de mieux comprendre les mutations des pratiques de dévotion et la féminisation du catholicisme, ainsi que les stratégies matrimoniales, les déconvenues de la vie maritale, la mésentente sexuelle, le viol conjugal, et autant de pratiques et faits de l'intime difficilement approchables autrement que par les sources épistolaires, montrant la nature profondément sociale de l'intimité,. L'ouvrage et la thèse de Caroline Muller sont perçus comme des tentatives réussies d’accès à la subjectivité féminine, sujet qui s'avère être un des grands défis de l'histoire des femmes.

## Publications

### Articles
- « Prêtre, homme, autre ? Relire l'anticléricalisme par le genre », Chrétiens et Sociétés XVIe - XXIe siècles, LARHRA, Les sources du sacré. Nouvelles approches du fait religieux,‎ 2018, p. 121-138 (lire en ligne)
- « Marcher dans la bonne direction. Expériences féminines de la conversion à la fin du XIXe siècle », Chrétiens et Sociétés XVIe - XXe siècles,‎ 2018 (lire en ligne)
- avec Nicolas Guyard, « Les sources du sacré. Nouvelles approches du fait religieux », Chrétiens et Sociétés XVIe - XXIe siècles, no 35,‎ 2018 (lire en ligne)
- avec Frédéric Clavert, « Le Goût de l'archive à l'ère numérique », La Gazette des Archives,‎ 23 octobre 2017 (lire en ligne)
- « Un secret bien partagé. La place du directeur de conscience dans les négociations de mariage d'une famille noble (seconde partie du XIXe siècle) », Genre & histoire, vol. 18,‎ automne 2016 (lire en ligne)
- « Ce que confessent les journaux intimes : un nouveau regard sur la confession (France, XIXe siècle) », Circé. Histoire, savoirs, sociétés,‎ 2014 (lire en ligne)

### Ouvrages
- Au plus près des âmes et des corps. Une histoire intime des catholiques au XIXe siècle, Paris, Presses universitaires de France, 2019 (lire en ligne)[19].
- Écrire le mariage en France au XIXe siècle, Publications de l'Université de Saint Étienne, 2016 (lire en ligne), « "Je crois que je l'aimerai de tout mon cœur" Le rôle du journal de jeune fille dans la préparation des mariages (XIXe siècle, France) », p. 311-327. [20].
- avec Anthony Favier, « Genre et autorités religieuses (XIXe-XXe siècles) », dans Encyclopédie pour une histoire nouvelle de l'Europe, 2016 (ISSN 2677-6588, lire en ligne)  — publication numérique.
- Patrizia Caraffi (sur.), Écrire, dit-elle/Scrivere, lei disse, Bologne, I libri di Emil, 2015 (ISBN 978-8-8668-0122-1, lire en ligne), « La correspondance de direction de conscience : écrire pour contester les rôles de genre ? L’exemple d'Henriette de Lestrange (1908-1931) », p. 111-124

### Thèse
- La direction de conscience au XIXe siècle (France, 1850-1914) : contribution à l'histoire du genre et du fait religieux, thèse de doctorat en histoire sous la direction de Bruno Dumons, Université Lumière Lyon 2, 2017. [lire en ligne]